# Shen Di
En una onomàstica xinesa Shen es el cognom i Di el prenom.
Shen Di (xinès simplificat: 申迪) (Dalian 1994 -) és una guionista i directora de cinema xinesa.

## Biografia
Shen Di va néixer l'any 1994 a Dalian, província de Liaoning (Xina). Va estudiar a l'Acadèmia de Teatre de Shanghai (上海戏剧学院), amb especialitat en muntatge i direcció de ràdio i televisió.
El 2008 va fer d'ajudant de direcció en la pel·lícula "Elles(s) dirigida per Renaud Moran.
Mentre assistia a l'Acadèmia ella i els seus companys van reunir més de 40.000 dòlars per crear la seva primera pel·lícula de tesi, un curtmetratge amb el títol "Uma" sense cap ajuda significativa de l'escola. La pel·lícula es va projectar al FIRST Film Festival el 2017. Després van reeditar la pel·lícula i la van estrenar com "Storm in Our Blood", que va assolir diversos exits en festivals internacionals de cinema i va guanyar el segon premi de Cinefondation al 71è Festival Internacional de Cinema de Canes. La pel·lícula explica la història d'una dona kenyana de 22 anys anomenada Wuma (乌玛) que arriba a un poble del nord-est de la Xina a la recerca del pare del seu nadó. De fet, està inspirat en una història real, la de la seva professora d'anglès, d'origen kenyà, que es va enamorar d'un mariner xinès que la va deixar.
Segons alguns crítics la pel·lícula és notable, per l'energia i la calidesa que en emana, i per la bellesa de les imatges que revelen un sentit de la composició igualment notable, com l'escena del banquet de noces concebuda com una rèplica de l'Últim Sopar, o una escena contemplativa que recorda a una dona a la finestra inspirada en la de Caspar David Friedrich.
El curtmetratge "Night of the Loop" va guanyar la Menció Especial del Jurat de l'Exposició Conjunta Internacional de Curtmetratges de Beijing. El documental YEAR ZERO va ser finalista del New York Tribeca Film Festival i el projecte de llargmetratge "Good Business" va ser seleccionat al mercat del Festival Internacional de Cinema de Venècia, seleccionat a la HAF Hong Kong Asian Film Investment Association i va guanyar el premi de capital risc al 3r Festival Internacional de Cinema de Dones de Shanyi.

## Filmografia destacada
| Any  | Títol xinès              | Títol anglès                                        |
| ---- | ------------------------ | --------------------------------------------------- |
| 2017 | 动物凶猛                 | The Storms In Her Blood                             |
| 2021 | 循环的夜 导演            | Cycle Night                                         |
| 2022 | 在无所谓的夜晚，涌上大街 | On a Night That Doesn't Matter, Flood to the Street |